# Luciano Monari

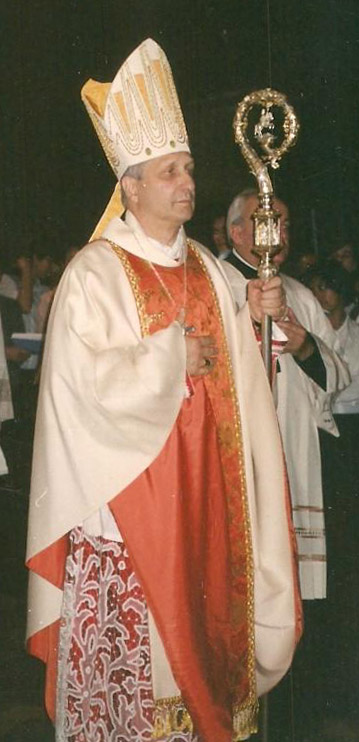
Bischof Luciano Monari, vor 2006

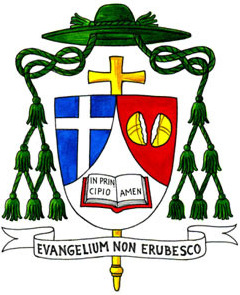
Bischofswappen

Luciano Monari (* 28. März 1942 in Sassuolo, Provinz Modena, Italien) ist ein italienischer Geistlicher und emeritierter römisch-katholischer Bischof von Brescia.

## Leben
Monari studierte von 1961 bis 1965 an der Päpstlichen Universität Gregoriana. Am 20. Juni 1965 empfing er das Sakrament der Priesterweihe. Von 1965 bis 1968 ging Luciano Monari für weiterführende Studien erneut nach Rom. Er erwarb ein Lizenziat in Katholischer Theologie und in Bibelwissenschaften am Päpstlichen Bibelinstitut. Danach war Luciano Monari in der Seelsorge tätig und engagierte sich in der Katholischen Aktion.
Am 23. Juni 1995 ernannte Papst Johannes Paul II. Monari zum Bischof von Piacenza-Bobbio. Die Bischofsweihe spendete ihm Camillo Kardinal Ruini am 2. September desselben Jahres. Einen Tag später trat Luciano Monari sein Amt an. 
Papst Benedikt XVI. ernannte ihn am 19. Juli 2007 zum Bischof von Brescia.
Luciano Monari war zeitweise Vizepräsident der Italienischen Bischofskonferenz.
Am 12. Juli 2017 nahm Papst Franziskus seinen altersbedingten Rücktritt an.